# Southwood-Nationalpark
Der Southwood-Nationalpark (engl.: Southwood National Park) ist ein Nationalpark im Südosten des australischen Bundesstaates Queensland. Er liegt 288 Kilometer westlich von Brisbane und 70 Kilometer nördlich von Goondiwindi.
In der Nachbarschaft liegen die Nationalparks Bendidee, Wondul Range, Erringibba und Alton.

## Geschichte
In der Region lebte der Aboriginesstamm der Brigambul. Die Entdecker Allan Cunningham und Thomas Mitchell zogen durch diese Gegend, wegen der rauen Landesnatur ließen sich hier aber erst spät Siedler nieder. Das Gelände war früher als Wild Horse Paradise bekannt und wurde 1970 als Nationalpark ausgewiesen.

## Landesnatur
Die Erde in diesem halbtrockenen Gebiet in den westlichen Darling Downs besteht im Wesentlichen aus Lehm. Periodische Überflutungen und Austrocknungen haben die Gilgais, große Senken, die über den ganzen Park verteilt sind, geschaffen.

## Flora und Fauna
Im Park findet sich vorwiegend Brigalow-Belah-Akazienwald (Acacia harpophylla). Schmuck- und Schuppenzypressen, Poplar Box (Eucalyptus populnea), Wilga (Geijera parviflora), falsches Sandelholz (Eremophila mitchelli) und australischen Teebaum findet man im Gebiet des Parks.
In den verbuschten Wäldern gibt es viele Wildtiere; unter anderem wurden 92 Vogelarten gezählt. Hier ist der westliche Rand des Verbreitungsgebietes der Wongataube.

## Einrichtungen und Zufahrt
Das Zelten im Park ist nicht gestattet und es gibt keine angelegten Wege oder Straßen.
Der Southwood-Nationalpark liegt am Moonie Highway (Ausfahrt Tarewinnabar), der die Südgrenze des Parks bildet. Die Siedlung Southwood liegt auf der Nordseite des Parks und ist nur über eine unbefestigte Piste zu erreichen. Bei feuchtem Wetter wird diese Straße schlammig und evtl. unpassierbar.